# ماكس هوف
ماكس هوف (بالإنجليزية: Max Hoff)‏ هو مروج أمريكي، ولد في 1892 في South Philadelphia ‏ في الولايات المتحدة، وتوفي في 27 أبريل 1941 في فيلادلفيا الغربية ‏ في الولايات المتحدة.